# Sybra densestictipennis
Sybra densestictipennis är en skalbaggsart som beskrevs av Stefan von Breuning 1975. Sybra densestictipennis ingår i släktet Sybra och familjen långhorningar. Inga underarter finns listade i Catalogue of Life.